# 圓洲角短樁案

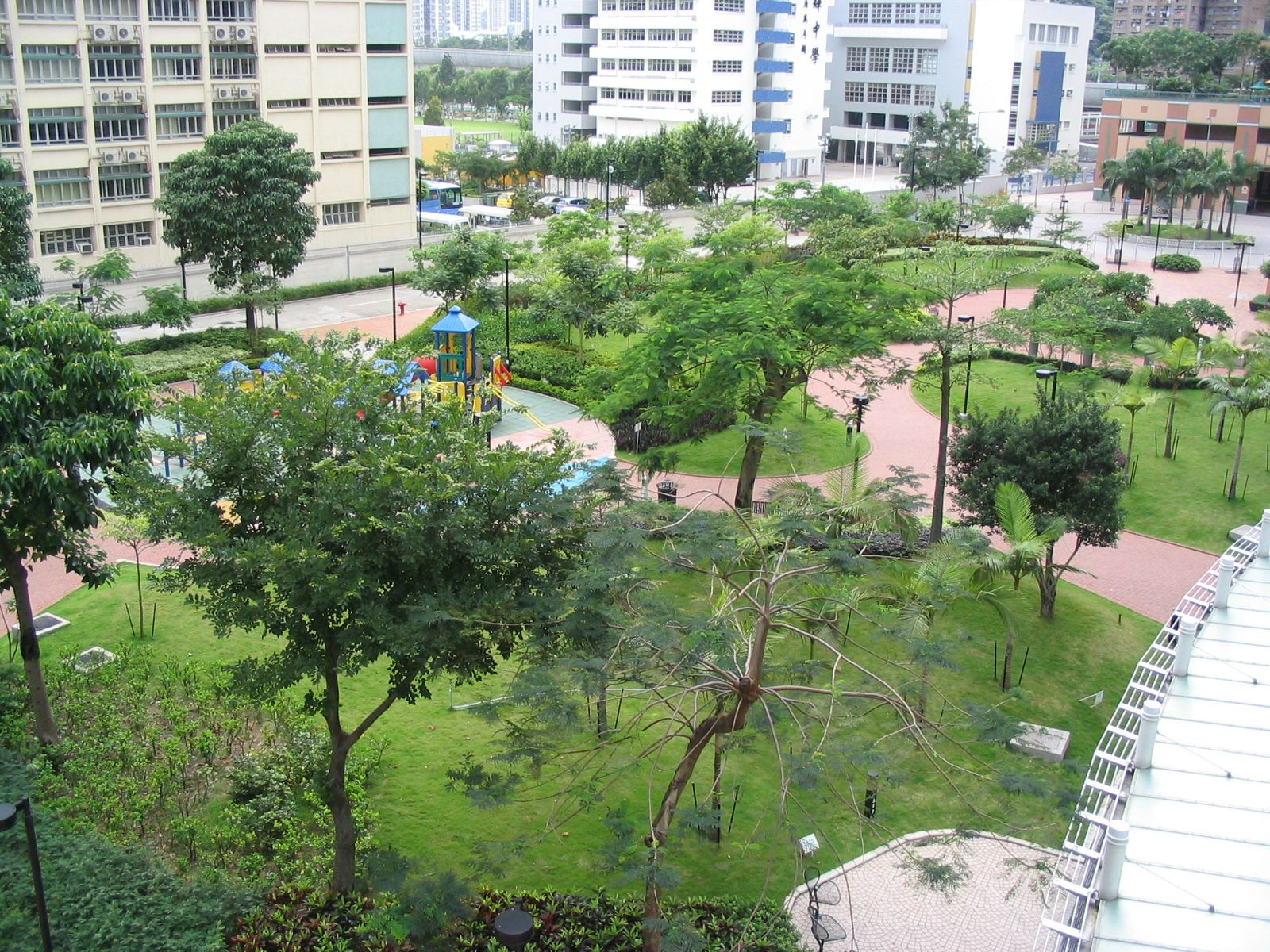
被拆卸的愉翠苑D座及E座，其後重建為一個小花園。地底仍埋有36枝樁柱。

圓洲角短樁案，是香港於1999年至2002年期間被揭發的居屋短樁醜聞；與此同時，除了愉翠苑短樁事件以外，油塘油翠苑、葵涌石蔭邨勇石樓、天水圍天頌苑及天富苑，以及原先屬於居屋的東涌逸東邨，亦同時被揭發出現短樁或其他弊案。

## 事件經過
1997年10月17日，房屋署就圓洲角居屋建築地盤（即後來的愉翠苑）D至H座的地基工程向房委會名單內的承建商招標，共有27間公司投標。同年11月28日，亞太土木工程以低價奪得有關工程合約。地基工程於1998年2月10日展開，當時亞太土木工程將打樁工程外判給一間名為會漢建設的承建商，而亞太則負責採購材料。
但到了同年4月，由於打樁工程進展不順利，會漢建設改用馬力較大的挖掘機鑽孔，不過因為缺乏足夠配件，仍未能將臨時套管打入樁井底部，令沒有套管支撐著的樁井內壁泥土坍塌，因而延誤工程進度。1998年5月至7月期間，為加快挖掘樁孔，會漢兩名董事指使員工無須將「臨時套管」打入樁井底部，改用泥土穩定劑以鞏固樁井內壁，但是情況仍未有改善跡象。會漢的做法並未得到房屋署的允許。同年8月，會漢因出現經濟困難而停止使用泥土穩定劑進行地基工程。8月至9月期間，曾有會漢地盤職員就事件向會漢董事示警，但不獲理會；會漢董事並策劃一連串欺詐行為以掩飾違規工程。9月初，會漢報稱完成愉翠苑D座及E座的打樁工程。
1998年9月23日，由於會漢未能如期完成其餘樓宇的地基工程，亞太接手並聘請會漢原班地盤職員。12月19日，亞太向房屋署報稱已完成地盤地基。三天後，承包上蓋工程的保華建業開始興建D至H座居屋樓宇上蓋。其後，房屋署向亞太支付工程費用5千7百萬港元。

### 揭發短樁
1999年7月27日，會漢因財政困難而宣布遭勒令清盤；2000年停止營運。同年9月，由於一連串問題地基工程（尤其是天頌苑一期）引起社會關注，房委會主動全面勘察轄下地盤建築物的沉降情況。12月8日，房屋署勘察發現愉翠苑D座及E座出現嚴重沉降，於是聘請專家獨立調查，證實該兩幢樓宇短樁情況嚴重；房屋署並於同月23日向廉政公署舉報，指事件牽涉貪污。
2000年1月6日，亞太亦向廉政公署舉報，指事件牽涉貪污。2日後，廉政公署出動80名調查人員，共執行21張搜查令及拘捕8名人士，為時兩日。1月9日，房屋署宣佈勒令暫停兩座樓宇的建築工程。同年3月16日，房委會基於安全理由，決定將兩座樓宇拆卸。拆卸工程在2001年6月完成，原址其後重建為一個小花園。而屬於同一地基合約的F至H座（愉善、愉揚及愉齊閣），則如期於2002年完工，並於2007年出售。

## 案件審理
2001年1月8日，會漢兩名董事及地盤代表被控於1998年4月至12月不誠實地串謀詐騙房委會。同年10月，地盤代表向法庭承認控罪，被判監3年半。2002年9月，會漢兩名董事被裁定串謀詐騙房委會罪名成立，被判入獄12年；上訴後獲減刑至10年。
2003年11月，房委會提起法律程序，向亞太追討包括拆卸兩座短樁樓宇及賠償上蓋工程承建商等共6億5百萬港元的費用。經過近4年仲裁過程（2000年至2003年），累積法律費用多達4千萬港元。最後房委會與亞太達成協議，亞太願意向房委會賠償8千萬港元。
由於亞太在事件中有幾項不誠實的行為，包括將工程分判予未列入房委會名冊的會漢，更未有派代表長駐地盤監管工程。在會漢資金出現問題並終止合約後，亞太依然留用會漢職員，讓他們得以繼續隱瞞短樁。故此，房委會決定向亞太採取懲治行動，包括將亞太從房委會的大口徑鑽樁工程及拆卸工程承辦商名冊中永久除名，亞太母公司惠記集團另一間列入房委會名冊的附屬公司鶴記營造亦被禁止承投房委會所有工程2年。

## 影視作品
《廉政行動2007》第二集之《沙丘城堡》

## 其他同期建築項目之偷工減料事件
- 葵涌石蔭邨：由中國海外房屋工程有限公司承建的石蔭邨勇石樓上蓋工程使用不合格建材，事後已進行糾正工程，但入伙日期延遲兩個月。
- 油塘油翠苑（油塘邨重建第三期）：事後已進行糾正工程，於2002年落成；其後，因停售居屋緣故，延至2009-10年間出售。
- 天水圍天頌苑頌波及頌浩閣：在安裝升降機時發現井道不筆直，繼而揭發短樁案；由於打入的預製混凝土樁無法承托樓宇，而長度亦與規定不符，事後兩座樓宇需補打打入樁，並延至2013至2014年期間出售；而屬於同一份地基合約的其餘數幢大廈，則需進行緊急檢查，並延遲一年至2001年入伙。而涉事工程監理人員亦已被判監。與此同時，房委會於2000年通過決議，除極特殊情況外不准使用預製混凝土樁。

- 天水圍天富苑聚富、賢富、偉富及能富閣：所有樓宇均涉及偷步打樁[2]，另前兩座案情與天頌苑相似。當中聚富閣需進行補救工程，於2003年完工，並於2007年出售；而賢富閣亦須進行補救，但如期入伙。

- 東涌逸東邨（原逸東苑）雍逸、清逸、康逸、福逸、祿逸、迎逸、漁逸樓七幢大廈及商場：因短樁事件、使用劣質鋼筋等，已進行糾正工程，並如期完工，但因居屋第23期乙取消而改為租住公屋；而原來承建商新昌營造因而需向房署賠償，是短樁案中牽涉最多樓宇的屋苑；另一承建商祥記馮祥亦在福、祿、迎、漁四座大廈捲入使用劣質鋼筋的貪污案，涉事工程師及工程經理分別被判囚1年9個月及3年半。
- IFC Mall：由青木建設承建的IFC Mall涉及短樁案，87支樁柱只有五支合格，事後已進行糾正工程。此事件一共有13人被捕，當中最後一名主犯後來被引渡回港受審。此事件亦是導致青木建設於2001年破產的導火線之一。
- 漾日居：由建新工程承建地基的漾日居涉及短樁案，在通過驗收及興建基座時發現有70%樁柱不合格，事後已進行糾正工程。
- 藍天海岸：藍天海岸部分樓宇涉及短樁案，76支樁柱只有四支合格，涉事承建商及工程師被判監半年至3年9個月。

## 外部連結
- 香港廉政公署 - 圓洲角短樁案 （页面存档备份，存于）
- 房委會暫停樁柱差誤工程
- 房委會決定拆卸不符合樁柱標準樓宇